# Mongolosaure
El mongolosaure (Mongolosaure, "llangardaix de Mongòlia") és un gènere de dinosaure sauròpode que va viure al Cretaci inferior. Aquest animal només es coneix a partir de restes molt incompletes (vèrtebres cervicals i dents) trobades a Mongòlia. El seu parentesc amb altres sauròpodes es desconeix, podria haver estat relacionat amb els diplodòcids o amb els titanosaures.
L'espècie tipus, Mongolosaurus haplodon, fou descrita per Gilmore l'any 1933.